# Сеномано-туронское пограничное биотическое событие
| млн. лет | Период    | Эра             | Эон               |
| -------- | --------- | --------------- | ----------------- |
| 2,58     | Чет-ный   |                 |                   |
| 2,58     |           | Кай но зой      | Ф а н е р о з о й |
| 23,04    | Неоген    | Кай но зой      | Ф а н е р о з о й |
| 66       | Палеоген  | Кай но зой      | Ф а н е р о з о й |
| 143,1    | Мел       | М е з о з о й   | Ф а н е р о з о й |
| 201,4    | Юра       | М е з о з о й   | Ф а н е р о з о й |
| 251,902  | Триас     | М е з о з о й   | Ф а н е р о з о й |
| 298,9    | Пермь     | П а л е о з о й | Ф а н е р о з о й |
| 358,86   | Карбон    | П а л е о з о й | Ф а н е р о з о й |
| 419,62   | Девон     | П а л е о з о й | Ф а н е р о з о й |
| 443,1    | Силур     | П а л е о з о й | Ф а н е р о з о й |
| 486,85   | Ордовик   | П а л е о з о й | Ф а н е р о з о й |
| 538,8    | Кембрий   | П а л е о з о й | Ф а н е р о з о й |
| 4570     | Докембрий | Докембрий       | Докембрий         |

Сеномано-туронское пограничное биотическое событие, также известное как сеномано-туронское массовое вымирание и  сеномано-туронское океаническое бескислородное событие, позднейшее из двух крупных вымираний, связанных с кислородным кризисом в позднем меловом периоде (более раннее событие Selli Event или OAE 1a относится к апту). Произошло приблизительно 91,5 ± 8,6 миллионов лет назад и привело к полному исчезновению  ихтиозавров и плиозавров, семейств мегалозавровых и стегозавровых и сильно сократило видовое разнообразие других групп животных. Хотя причины этого события, длившегося около полумиллиона лет, до сих пор не выяснены, последствия кислородного голодания в мировом океане стали причиной вымирания около 27 % морских позвоночных.
Глобальное потрясение основ земной экосистемы привело также к повышению температуры атмосферы (Меловой термальный максимум) и вод мирового океана. Пограничные отложения этого времени показывают повышенное содержание рассеянных элементов и углерода-13.
Одной из возможных причин сеномано-туронского массового вымирания могла быть активизация процессов подводного вулканизма в предшествовавшие событию 500 тысяч лет. В этот период скорость нарастания земной коры достигла своего высочайшего уровня за последние 100 миллионов лет, что, в значительной степени, стало следствием обширного плавления горячих мантийных плюмов под поверхностью океанов в основании литосферных плит. В результате этих событий увеличилась толщина океанической коры Тихого и Индийского океанов.
Вулканизм также стал причиной выделения в атмосферу огромного количества углекислого газа, что спровоцировало глобальное потепление. Наряду с этим происходило насыщение океанов SO, H2S, CO и галогенами, из-за чего повысилась кислотность океанической воды. Повышенная кислотность вызвала растворение карбонатов, что стало дополнительным источником углекислого газа. Возросшее содержание CO2 стало причиной повышения биологической продуктивности в поверхностном слое океана. Потребление огромной массы вновь образовавшихся органических веществ аэробными микроорганизмами привело к кислородному обеднению вод океана и массовому вымиранию. Результатом интенсивного осаждения органического углерода в океанических бассейнах стали отложения чёрных сланцев.